# عين نحالة
عين نحالة إحدى بلديات دائرة عين تالوت بولاية تلمسان الجزائرية.